# Кузнецов, Евгений Семёнович
Евге́ний Семёнович Кузнецо́в (27 декабря 1938 года — 3 ноября 2005 года) — глава администрации Ставропольского края с 1991 по 1995 год.

## Биография
Родился 27 декабря 1938 года в Ставрополе. По национальности русский.

### Образование и трудовая деятельность
В 1960 году окончил Ставропольский сельскохозяйственный институт.
Работал конструктором на Черкесском заводе холодильного оборудования, инженером-технологом, мастером на Ставропольском заводе по производству поршневых колец. С 1963 года — в Находкинском морском порту, на рыболовном траулере «Печенга».
После возвращения в Ставропольский край в 1967 году работал в Ставропольском специальном конструкторском бюро полупроводниковой техники, с 1969 года — на ставропольском заводом «Электроавтоматика». Был начальником цеха, с 1983 по 1989 год — генеральным директором предприятия.

### Политическая деятельность
Являлся членом КПСС до августа 1991 года.
С 1990 года — первый секретарь Октябрьского райкома КПСС г. Ставрополя. В апреле 1990 года был избран народным депутатом, а затем председателем Ставропольского горсовета.
В августе 1991 года выступил против ГКЧП, 24 октября 1991 года был назначен главой администрации Ставропольского края.
12 декабря 1993 года был избран депутатом Совета Федерации первого созыва, являлся членом Комитета по аграрной политике и членом Мандатной комиссии.
30 июня 1995 года после теракта в Будённовске ушёл в отставку.
С 1995 по 2001 год являлся торговым представителем Российской Федерации в Аргентине и по совместительству в Парагвае.
С 2002 года являлся советником председателя Государственной Думы Ставропольского края.

### Гибель
Погиб 3 ноября 2005 года в результате ДТП — был сбит автомобилем «Службы спасения», когда переходил улицу, и умер в больнице от полученных травм.
Похоронен на аллее почётных захоронений Ставропольского городского кладбища.

## Награды
- Орден Дружбы народов (3 октября 1994 года) — за заслуги в укреплении и развитии экономического сотрудничества между народами России и активную работу по стабилизации межнациональных отношений на Северном Кавказе[3].